# Туризм в Дании
Туризм в Дании осуществляется, в основном, за счёт туристов из близлежащих стран, в частности, за счёт туристов из Германии, Швеции, Норвегии и Нидерландов. На 2007 год Дания с 4,7 миллионами туристов занимала 43-е место в рейтинге Всемирной организации по туризму. Однако в последнее время статистика показывает, что количество остановившихся в отелях на ночь постепенно снижается.
В Дании много песчаных пляжей, которые привлекают в основном немецких туристов. У шведских и норвежских туристов наибольший интерес вызывает оживлённый Копенгаген. Кроме этого, молодые скандинавы приезжают в Данию за доступным и дешёвым пивом, вином и другими спиртными напитками.
Будучи старейшим королевством в Европе и родиной Ханса Кристиана Андерсена, Данию часто называют «Сказочной страной». Термин настолько укоренился, что его применяют в новостных выпусках, даже если речь идёт о беспорядках или скандале с карикатурами.

## Копенгаген и Зеландия

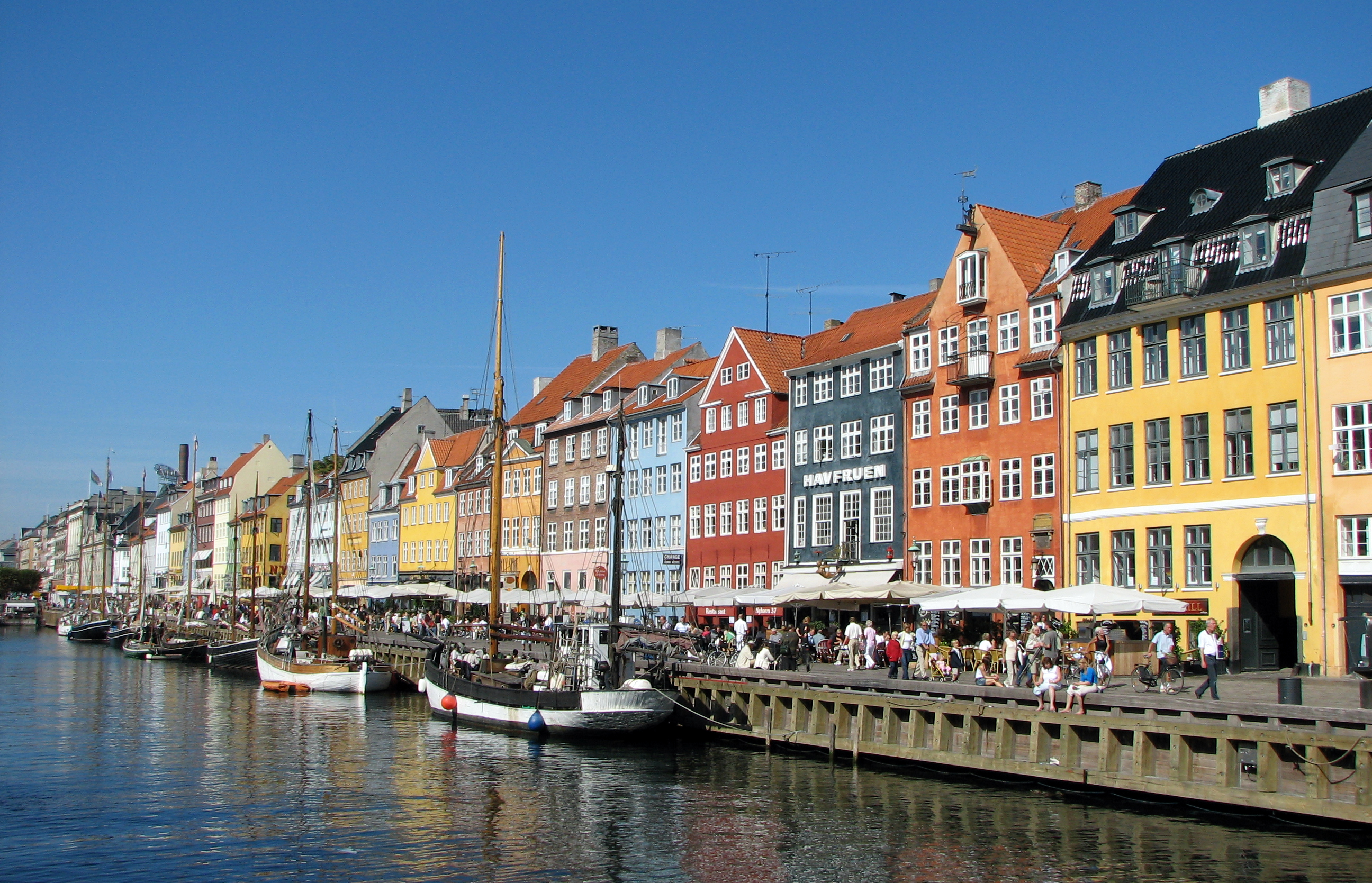
Старый порт Копенгагена, Нюхавн

### Столица
В 2004 году в Копенгагене и окрестностях существовало 136 отелей, в которых туристы останавливались на ночь 4,9 миллиона раз. Кроме этого, 250 круизных лайнеров заходили в порт города с более чем 350 тысячами пассажиров на борту.
Основными достопримечательностями Копенгагена являются Парк развлечений Тиволи, Свободный город Христиания и статуя Русалочки. Опрос, проведённый датской газетой Berlingske Tidende в 2008 году, признал Русалочку самой популярной достопримечательностью города.

### Окрестности

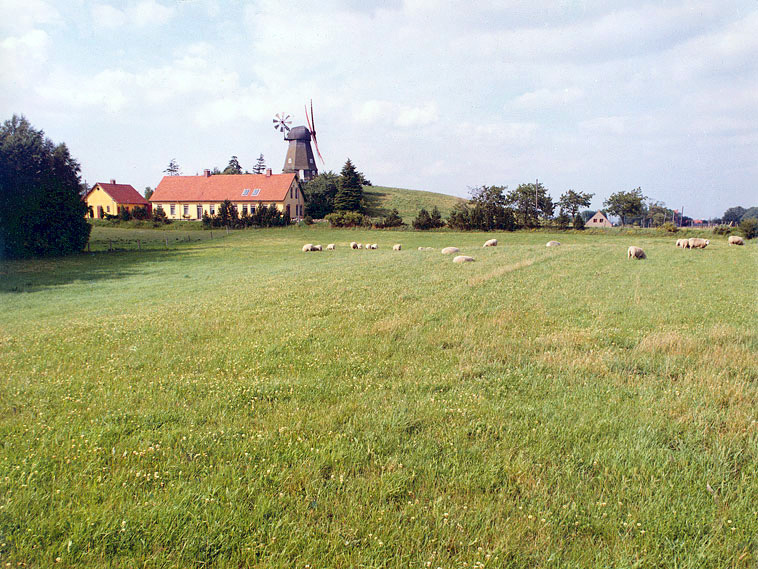
Окрестности Карлебо на Зеландии

Старая дорога на север до Хельсингёра идёт по живописному побережью проходит через Клампенбург, в котором располагаются огромный Олений заповедник (дат. ) с находящимся при нём старейшим в мире парком развлечений Dyrehavsbakken, через Рюнгстед с музеем известной датской писательницы Карен Бликсен и через Хумлебаек с музеем современного искусства Луизиана. Однако самая впечатляющая достопримечательность в окрестностях Копенгагена — это замок Кронборг, который располагается недалеко от Хельсингёра и известен как место действия пьесы Уильяма Шекспира «Гамлет».

### Юг острова Зеландия, острова Лоллан, Мон и Фальстер
Из-за своей близости к Германии одним из самых посещаемых мест в Дании являются юг Зеландии и близлежащие острова. Остров Мён привлекает туристов своими величественными меловыми скалами, ландшафтным парком Liselund и песчаными пляжами. На Фальстере также имеется несколько пляжей, в том числе пляж Marielyst. На острове Лоллан располагается Кнуттенбургский сафари-парк. Недалеко от Нестведа располагается необычный «конфетный» парк развлечения БонБон-Лэнд.

## Борнхольм
Располагающийся в Балтийском море южнее Швеции остров Борнхольм предлагает туристам живописные морские скалы, рыбацкие деревушки и песчаные пляжи. Особенно привлекательны для посещения города Гулхейм, Сандвиг, Сванике и Рённе. Самой известной достопримечательностью острова являются величественные руины замка Хаммерхаус.
До острова можно добраться на пароме из Кёге, порта недалеко от Копенгагена или из шведского Истада. Также в Рённе действует аэропорт.

## Фюн

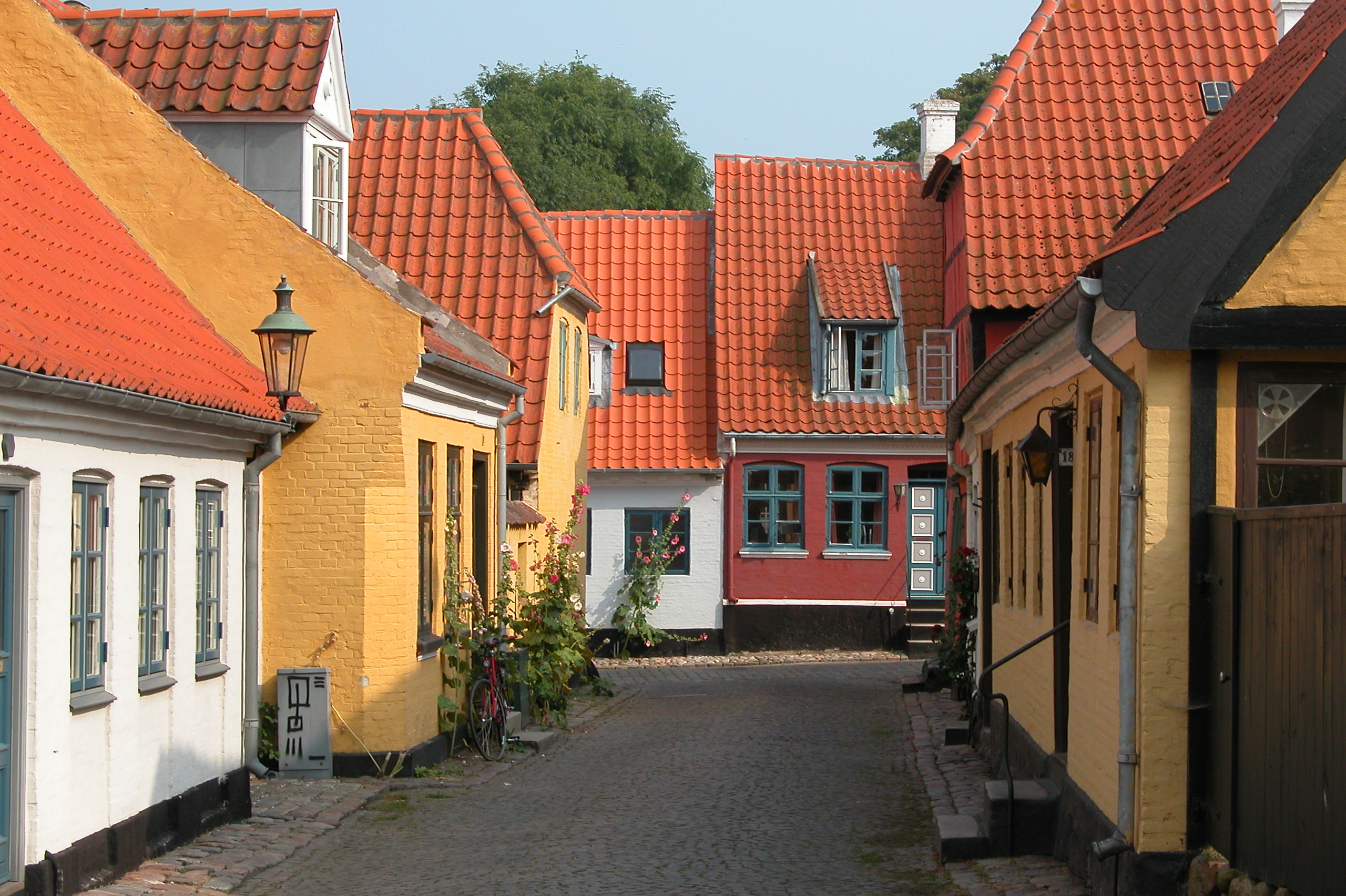
Город Эрёскёбинг на остове Эрё

Фюн, связанный с Зеландией мостом Большой Бельт, часто ассоциируют с Хансом Кристианом Андерсеном, который родился в главном городе острова — Оденсе. Маленькие прибрежные города Фоборг и Свенборг пользуются популярностью у туристов как сами по себе, так и как точка отсчёта для посещения окрестных достопримечательностей, таких как замки Эгесков и Хведхольм и островов Турё, Тасинг и Эрё с их узкими улочками и домами с соломенными крышами.

## Ютландия

### Крупные города

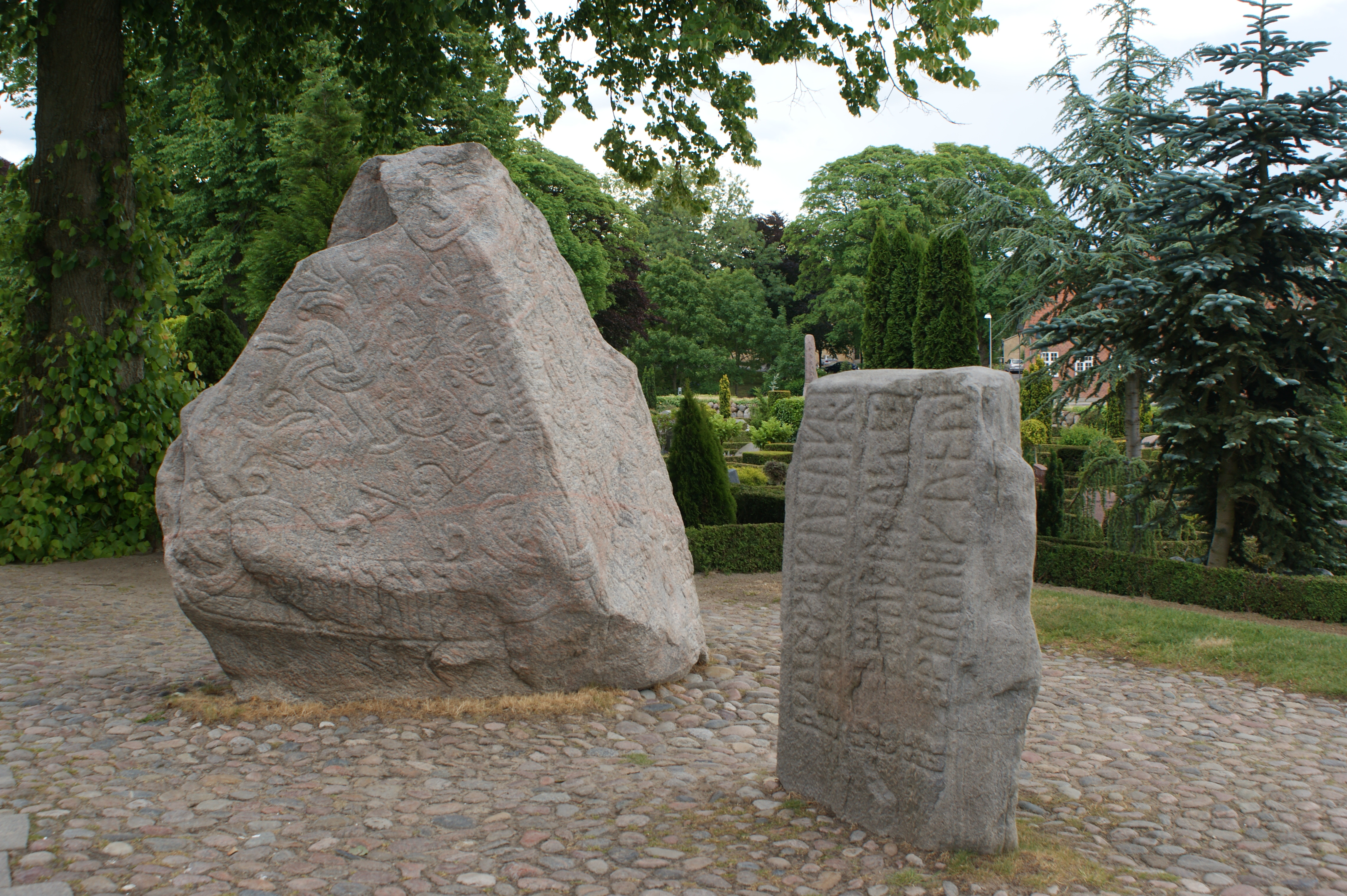
Рунные камни в Еллинге

Города Ольборг на севере и Орхус на востоке острова являются местом паломничества как туристов, так и для деловых людей. Кафедральный собор Святого Будольфи XIV века, замок Ольборгхус XVII века и Улица Девы Анны являются самыми известными ольбургскими достопримечательностями. В Орхусе Старый город фактически является музеем, в котором собраны старинные дома со всех уголков Дании.

### Остальные достопримечательности

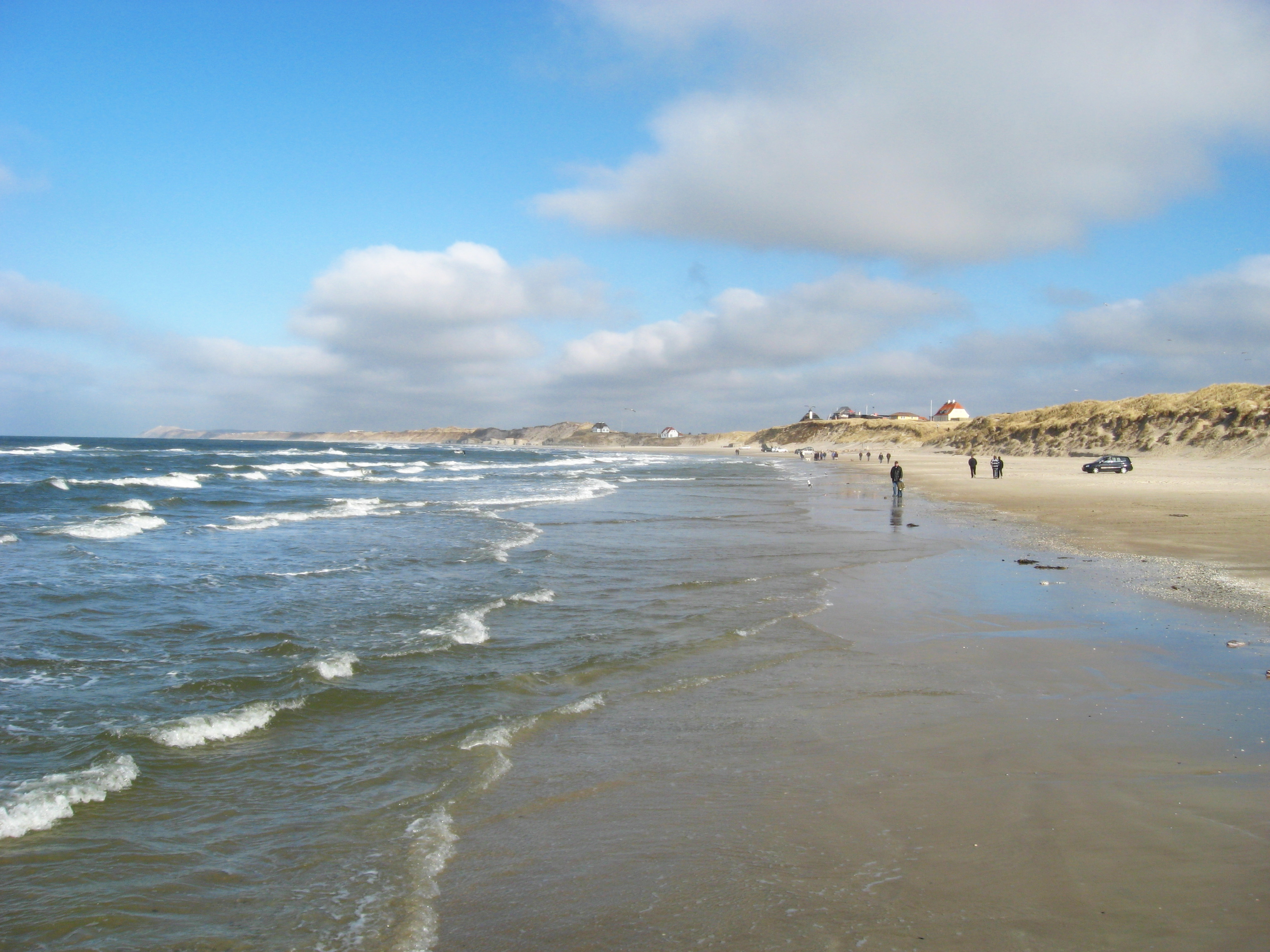
Пляж Лёккена

Среди остальных достопримечательностей Ютландии можно выделить Леголэнд в Биллуне, открытый в 1968 году. Город Эбельтофт известен своими мощёными улицами и фахверковыми домами. Скаген на севере острова славится своими морскими пейзажами и сообществом художников. На северо-западе находятся пляжные курорты Лёккена и Лёнструпа. И наконец остров Морс известен своими природными красотами, а также привлекает туристов находящимся здесь Парком цветов Джесперхус и утёсом Ханклит с прекрасным видом на море.
Деревня Эллинг, расположенная недалеко от Вайле в юго-восточной части Ютландии, входит в список Всемирного наследия ЮНЕСКО благодаря двум большим насыпным курганам, датированным концом 900-х годов, и рунным камням, установленным Харальдом I.
Недалеко от Эсбьерга установлена скульптура датского художника Свена Виига Хансена которая представляет собой четырёх огромных, белых, сделанных из мела людей, глядящих в морскую даль. Они имеют высоту 79 метров, известны под названием «Мужчины у моря» (дат. Mennesket ved havet) и видны с расстояния в несколько километров.

## Кухня

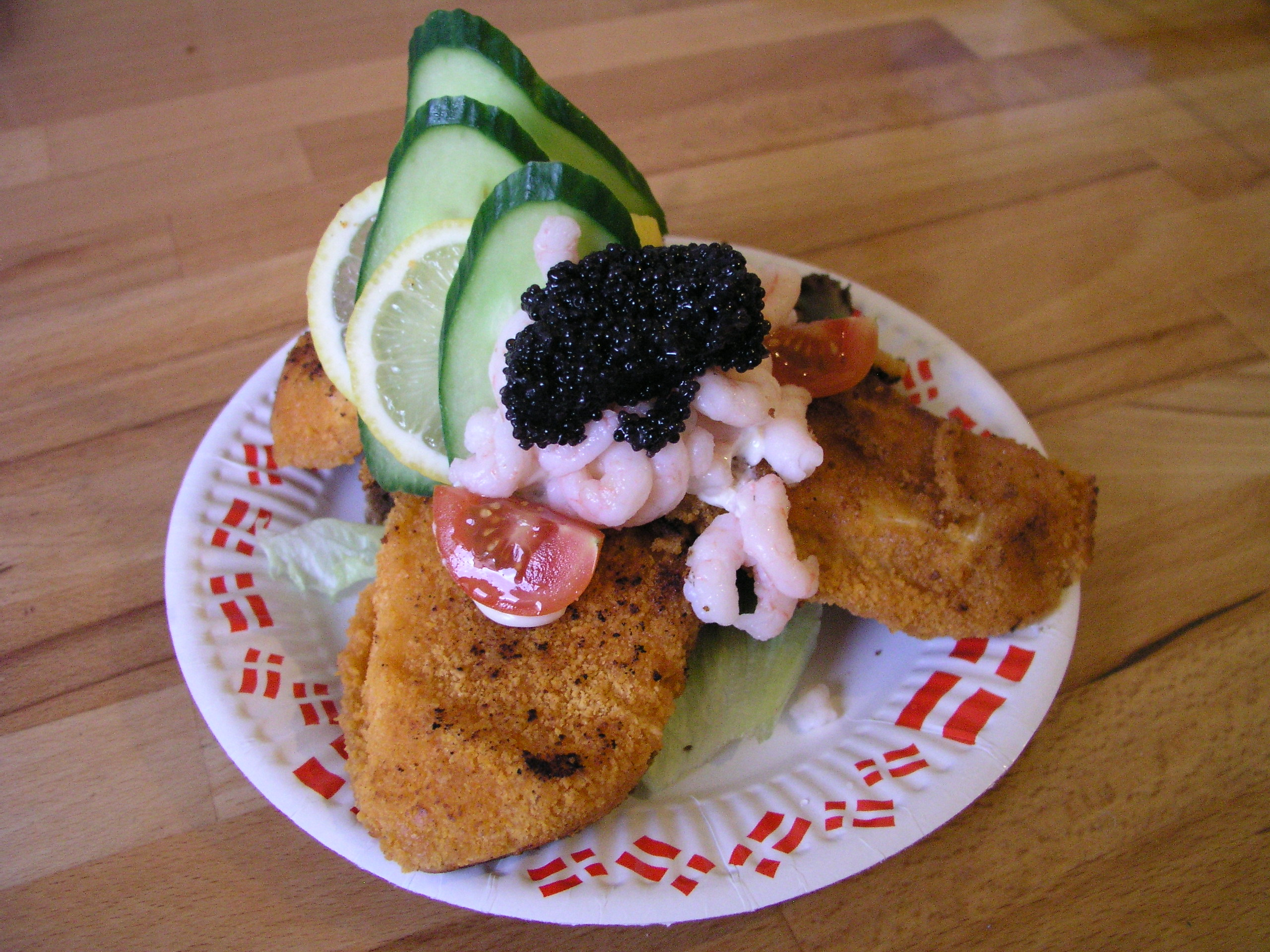
Традиционный датский бутерброд Smørrebrød

Наиболее типичной датской едой на обед являются бутерброды (дат. Smørrebrød), основой которого обычно является тонко нарезанный ржаной хлеб. Сначала бутерброды делают из морепродуктов, таких как маринованная сельдь, копчёный угорь, краб или сушёная камбала с ремуладом. Затем переходят к мясу: кусочкам жареной свинины или говядины, фрикаделькам, ветчине и печёночному паштету. Бутерброды богато украшаются кольцами лука, нарезанными редисом, огурцами, помидорами, петрушкой, заправляются ремуладом и майонезом. Еду запивают пивом, а часто ледяными снапсом и аквавитом.
Горячие блюда обычно подают вечером. Традиционно датские горячие блюда включают в себя жареную рыбу, жаркое из свинины с краснокочанной капустой (национальное блюдо), курицы в горшочке и свиные отбивные. Дичь обычно подают осенью. В последнее время в Дании все более популярными становятся стейки.

## Транспорт

### Авиа
Копенгагенский аэропорт «Каструп» является крупнейшим аэропортом в Скандинавии. Аэропорт находится в Каструпе, в пригороде Копенгагена в 8 км от центра датской столицы. Он связан железной дорогой с Центральным вокзалом Копенгагена, а также с Мальмё и другими городами Швеции.
В западной части Дании основным аэропортом является аэропорт в Биллунне, хотя Орхус и Ольборг также имеют небольшие аэропорты, поддерживающие регулярное сообщение с Копенгагеном.

### Железнодорожный
В Дании имеется развитая железнодорожная сеть. Также существует оживлённое железнодорожное сообщение с Мальмё и другими шведскими городами. С Германией по железной дороге Дания связана посредством паромного сообщения из Путтгардена в Рёгби и через сухопутную границу в районе Фленсбург-Падборг на юге Ютландии.

### Авто
Дания имеет разветвлённую сеть автомагистралей. Дорожные сборы осуществляются только на крупных мостах (например, на Мосту Большой Бельт и мосту до Мальмё).

### Велосипед
В Дании даже за пределами городов вдоль некоторых междугородних шоссе существуют параллельные им велосипедные дорожки. В летние месяцы в центре Копенгагена действует так называемый «город велосипедов». Идея его заключается в том, что по городу в разных местах расположены стоянки велосипедов, которые бесплатно может взять любой желающий и свободно передвигаться по городу. После того, как велосипед становится не нужен, его необходимо вернуть на одну из таких же стоянок.
Существует несколько национальных велосипедных трасс. Они имеют официальную нумерацию, разметку, места отдыха и прочие необходимые вещи.

### Морской
Паромное сообщение соединяет Копенгаген с норвежским Осло, английским Харвичем и датским Эсбьергом трижды в неделю.
Кроме этого, существует ряд паромных переправ, связывающих датские острова.